# Leran (Sluke)
Leran is een bestuurslaag in het regentschap Rembang van de provincie Midden-Java, Indonesië. Leran telt 1884 inwoners (volkstelling 2010).